# Fútbol femenino en Inglaterra

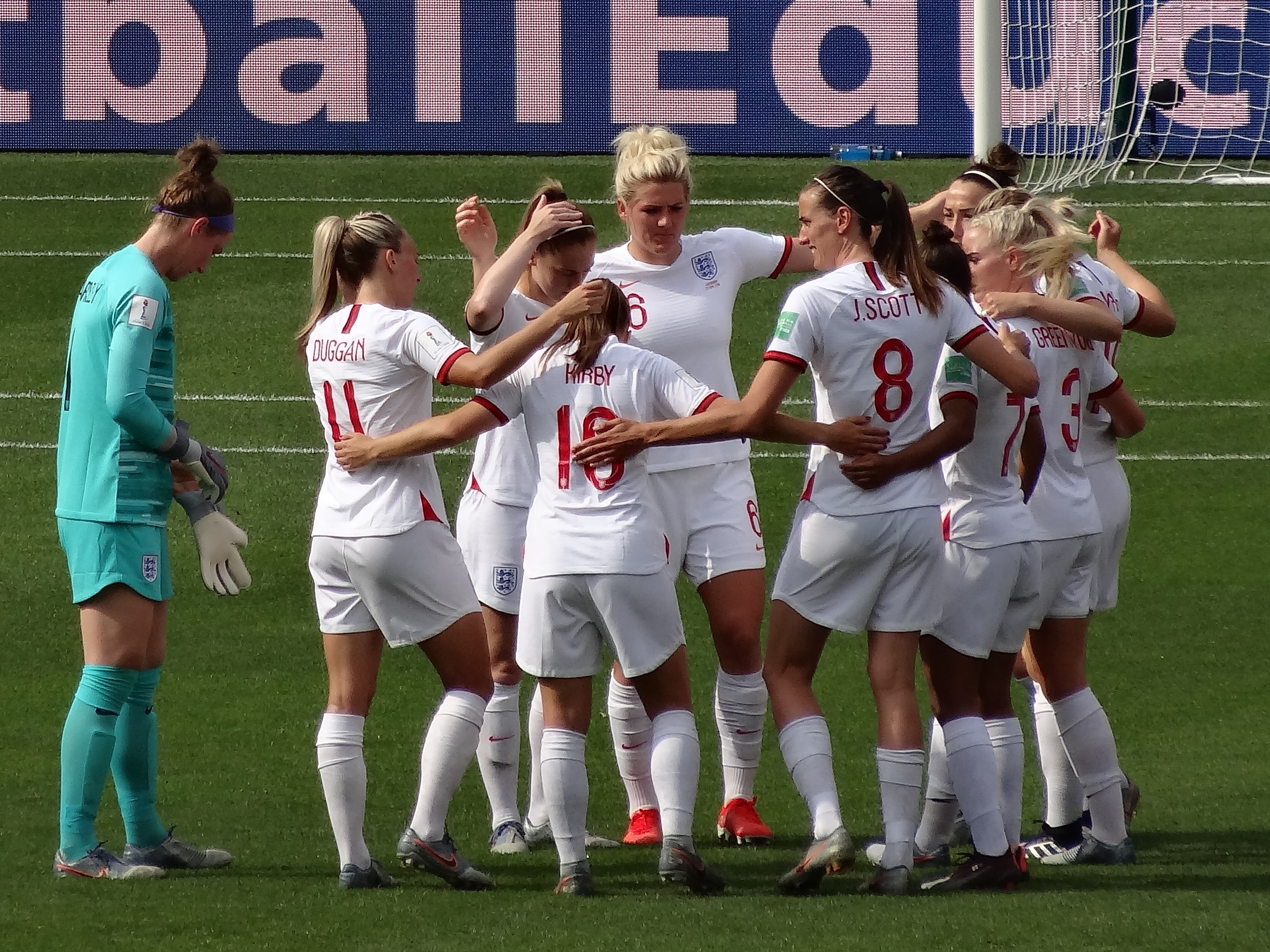
La selección nacional femenina de Inglaterra durante la Copa Mundial Femenina de Fútbol de 2019.

El fútbol femenino se juega en Inglaterra desde hace más de un siglo y comparte una historia común con el fútbol masculino como país en el que se codificaron las reglas del fútbol .
El fútbol femenino fue originalmente muy popular a principios del siglo XX, pero después de ser prohibido por la Asociación Inglesa de Fútbol, su popularidad declinó. No fue sino hasta la década de 1990 que aumentaría el número de jugadoras y espectadores femeninos, lo que culminó con Inglaterra como anfitriona del Campeonato Femenino Europeo en 2005.

## Historia

### Orígenes
Es imposible ubicar el momento preciso en el que las mujeres comenzaron a jugar al fútbol, al igual que gran parte de la historia del fútbol masculino es incierta. Si bien se cree que el fútbol en la era medieval era un juego de hombres, la evidencia limitada sugiere que las mujeres ocasionalmente participaban. Sir Philip Sidney mencionó brevemente la participación femenina en su poema del siglo XVI A Dialogue Between Two Shepherds, mientras que se sabía que María I de Escocia había sido una espectadora del deporte. Algunos afirman que una pelota que anteriormente estuvo en su poder es la pelota de fútbol más antigua que aún existe.
A medida que el fútbol pasó de ser un deporte de pueblo desorganizado a un juego codificado, con más espectadores que jugadoras a finales del siglo XIX, también se desarrolló el fútbol femenino. Un equipo representó a Inglaterra en una serie de partidos contra Escocia, en 1881 en Edimburgo, Glasgow y el noroeste de Inglaterra, organizados por dos empresarios teatrales e interpretados por miembros de la comunidad teatral: Lily St. Clare anotó el primer gol en el primer partido, una victoria de Escocia por 3-0 en Hibernian Park . Sus partidos en Glasgow (con una multitud de más de 5000 espectadores) y Mánchester se vieron empañados por invasiones de campos y abandonos de partidos.
Se entiende que estos partidos fueron los primeros partidos de fútbol de asociaciones internacionales de mujeres en la historia. Más adelante en la década, un partido programado en 1887 entre Edimburgo y Grimsby también inspiró afirmaciones de que Grimsby fue el primer club de fútbol femenino. Se informó que existían otros clubes de fútbol femenino en 1889, en Inglaterra, Escocia y Canadá.

### Desarrollo
Netty Honeyball más tarde fundó un equipo a fines de 1894 llamado British Ladies' Football Club (BLFC), del cual Lady Florence Dixie, hija del octavo marqués de Queensberry, fue presidenta. The Lady Footballers y el British Ladies Football Club pudieron realizar una gira por Inglaterra, jugando en equipos de todo el país. Sin embargo, las futbolistas en Inglaterra no pudieron operar del todo sin prejuicios, como lo demuestra la forma en que muchas eligieron jugar con nombres falsos como «Sra. Graham», para evitar represalias por su participación. El experimento del British Ladies Football Club duró menos de dos temporadas.
Los clubes de fútbol se aprovecharon del creciente interés de las mujeres por este deporte. En 1885, buscando frenar el comportamiento más bullicioso de los espectadores masculinos, Preston North End comenzó a ofrecer entrada gratuita a las mujeres con la esperanza de que su presencia frenara a los hombres. Esto tuvo éxito, atrajo a 2000 mujeres al próximo partido de Preston y fue adoptado rápidamente por otros clubes de Inglaterra. Tuvo tanto éxito que, a fines de la década de 1890, la entrada gratuita se suspendió por completo cuando los clubes se dieron cuenta de la cantidad de ingresos que estaban perdiendo. A medida que los equipos femeninos continuaron ganando reputación, algunos comenzaron a organizar juegos en terrenos utilizados por equipos de sus contrapartes exclusivamente masculinas y más establecidas, a menudo alcanzando una asistencia respetablemente alta. En particular, un partido jugado en 1895 en la casa de Reading y con el British Ladies Football Club logró atraer a una multitud más alta que la asistencia más alta anterior para el equipo masculino.

### Primera Guerra Mundial

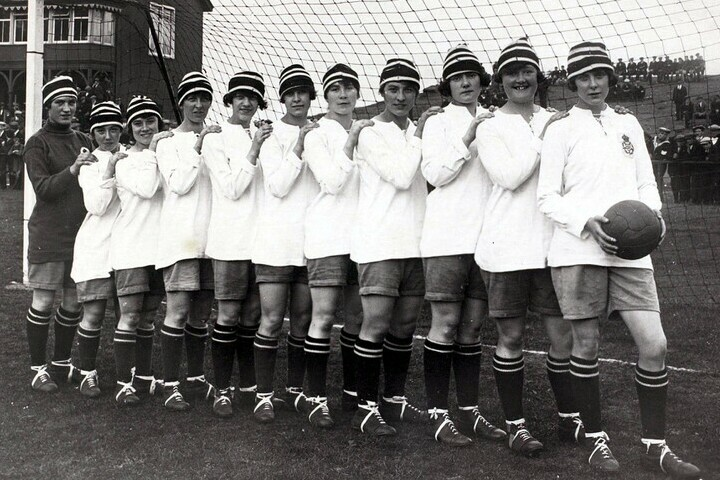
Dick, Kerr Ladies en los años 1920.

Mientras que la final de la FA Cup 1914-15 marcó el último partido de fútbol masculino organizado antes de que se suspendiera el deporte masculino, la Primera Guerra Mundial en Europa vio aumentar la popularidad de los juegos de fútbol femenino y recaudar el equivalente a millones de libras para causas benéficas.
La naturaleza cambiante del trabajo de las mujeres en la Gran Bretaña durante la guerra ayudó a elevar el perfil del juego tanto como deporte femenino como en general. Aunque se alentaba a las trabajadoras a participar en equipos deportivos oficiales en el lugar de trabajo para mejorar la salud y la productividad, muchas jugaban fútbol entre ellas en sus descansos para almorzar, formando equipos no sancionados como Bella's Team, Blyth Spartans y Carlisle Munitionettes. Se invitó a otros a unirse a las travesuras de los hombres restantes fuera del horario laboral. Después de observar a las trabajadoras de municiones jugando al fútbol desde la ventana de su oficina, Alfred Frankland le sugirió a la trabajadora Grace Sibbert que deberían formar un equipo y jugar con fines benéficos. Tomando el nombre de la fábrica y haciéndose conocida como Dick, Kerr's Ladies FC, jugaron un total de 828 partidos entre 1917 y 1965 y recaudaron decenas de miles de libras para caridad en sus primeros años, una suma equivalente a decenas de millones en la década de 2010. Uno de estos partidos, jugado en Goodison Park, Liverpool en el Boxing Day de 1920, atrajo a una multitud de 53.000, con otros 10.000-15.000 supuestamente rechazados porque el campo estaba lleno. En el noreste de Inglaterra, el concurso Munitionettes Cup en 1917-18 fue otro evento muy popular, con la goleadora estrella Bella Reay.
A pesar de que el final de la Primera Guerra Mundial en 1918 vio a muchos hombres regresar al trabajo y las mujeres regresar a casa, la inmensa popularidad del fútbol femenino continuó, con Dick, Kerr's Ladies jugando más partidos en 1920 que cualquier otro equipo masculino profesional en el mismo período. Surgieron los juegos internacionales femeninos. En 1920, Alfred Frankland se puso en contacto con la Federation des Societies Feminine Sportives de France para enviar un equipo francés a recorrer Inglaterra y jugar con Dick, Kerr Ladies. Compitieron en cuatro lugares: Preston, Stockport, Mánchester y Londres, y tocaron ante decenas de miles de personas. Los primeros partidos internacionales entre clubes femeninos dieron como resultado dos victorias para el equipo inglés, una para los franceses y un empate. La serie fue lo suficientemente popular como para que Dick, Kerr fuera invitado a Francia para una gira fuera de casa correspondiente. Tras permanecer invicto en Francia, el equipo regresó a casa para animar a las multitudes que llenaban las calles, el equivalente a cualquier elogio que hubiera recibido un equipo masculino.

### Prohibición, declive y reaparición
La década de 1920 vio el resurgimiento de teorías que sostenían que el fútbol amenazaba la salud y la moralidad de las mujeres. En 1921, la Asociación Inglesa de Fútbol prohibió que todos los equipos femeninos jugaran en terrenos afiliados a la Asociación, argumentando que el juego «no es apto para mujeres», citando los altos costos de los gastos de las jugadoras y alegando corrupción financiera. La jugadora de Dick, Kerr's, Alice Barlow, contó cómo las jugadoras cuestionaron estas decisiones y explicó que «solo podíamos atribuirlo a los celos. Éramos más populares que los hombres y nuestras recaudaciones más grandes eran para la caridad». Mientras que un puñado de equipos, como Dick, Kerr's, encontraron lugares alternativos, la decisión de la FA provocó la disolución de la mayoría de los equipos femeninos y redujo el número de espectadores para los pocos que quedaron.
Durante varias décadas, esta decisión supuso que el fútbol femenino profesional prácticamente dejara de existir. Las mujeres desarrollaron sus propias ligas de aficionados, como la Asociación Inglesa de Fútbol Femenino (ELFA), que incorporó 57 equipos; sin embargo, estas ligas atrajeron a multitudes mucho más pequeñas y la financiación siguió siendo limitada. En el contexto del amplio interés popular en el juego tras el triunfo de Inglaterra en la final de la Copa Mundial de Fútbol de 1966, la Asociación Inglesa de Fútbol Femenino se estableció en 1969 y supervisó la creación de un equipo femenino de Inglaterra y de primera división. Se necesitarían dos años más, y una orden de la UEFA, para obligar a la Asociación Inglesa de Fútbol (masculino) a eliminar sus restricciones sobre los derechos de juego de los equipos femeninos. En el mismo año, se creó el Mitre Challenge Trophy como la primera competencia de copa nacional para equipos femeninos en Inglaterra, una competencia que eventualmente se transformaría en la Women's FA Cup. Aunque la Asociación Inglesa de Fútbol Femenino hizo mucho para hacer avanzar el juego, llevando a un equipo inglés a la final del Campeonato Europeo en 1984, los fondos insuficientes continuaron impidiendo el crecimiento a nivel de base.

### Resurrección
La FA reanudó participación directa  en el fútbol femenino en 1993, sin embargo, en ese momento, la WFA ya había creado la Liga Nacional Femenina, convirtiéndose en la Premier League Femenina en 1992  para que coincida con el cambio de nombre del nivel superior de la competencia masculina. La mayoría de los clubes masculinos profesionales optaron por crear o afiliarse a un equipo femenino y el deporte creció gradualmente. En 2008, el sistema de ligas femeninas se transformó tras el anuncio de una nueva competición de alto nivel: la Women's Super League (WSL). Tomando los ocho mejores equipos después de dieciséis solicitudes y colocándolos en una sola división sin descenso, la Women's Super League buscó atraer una mayor exposición y financiación al juego. La WSL enfrentó varios problemas en sus primeras etapas, y la liga tuvo que retrasarse un año hasta marzo de 2011 debido a la inestabilidad financiera persistente tras la recesión mundial de 2007. Lanzada en 2011, la WSL demostró ser lo suficientemente exitosa como para expandirse a una configuración de dos divisiones y 20 equipos en 2014. No fue hasta 2018 que la Women's Super League se volvió completamente profesional con los 11 equipos de la máxima categoría estrictamente a tiempo completo.
Hoy en día, la FA dirige directamente las principales competiciones femeninas. La competición nacional más importante es la copa nacional, la Women's FA Cup, seguida de la principal liga nacional, la FA WSL (Women's Super League). Antes de la formación de la WSL en 2011, la máxima categoría era la División Nacional de la Premier League Femenina de la FA, que luego se convirtió en la liga de segundo nivel y ahora se ha reorganizado en el tercer y cuarto nivel de la pirámide. Originalmente, el campeón de la Premier League era el único representante inglés permitido en Europa. Cuando la Copa Femenina de la UEFA se relanzó como la Liga de Campeones Femenina de la UEFA para la temporada 2009-10, Inglaterra se convirtió en una de las ocho naciones con dos plazas en la Liga de Campeones, un estatus que ha conservado desde entonces. En las dos primeras temporadas de la nueva Champions League, los dos puestos de Inglaterra fueron ocupados por la campeona de la Premier League y la ganadora de la FA Women's Cup. Para 2011-12, las dos finalistas de la Copa FA Femenina 2010-11 obtuvieron los lugares de la Liga de Campeones. A partir de la Liga de Campeones 2012-13, inicialmente se planeó que las dos plazas fueran para las campeonas de la WSL y la FA Women's Cup, pero la FA optó por enviar a los dos mejores equipos de la WSL. El fútbol femenino también tiene dos importantes competiciones secundarias de copa. La FA Women's League Cup, disputada por los equipos de la WSL, se celebra tras la temporada liguera. La Copa de la Premier League, limitada a los equipos de la Premier League y sus subdivisiones regionales, se lleva a cabo durante la temporada de la liga.
La WSL y la Premier League han operado en diferentes estructuras de temporada: la WSL realizó una temporada de verano contenida completamente dentro de un año calendario, mientras que la Premier League continúa operando en la tradicional temporada de invierno que abarca dos años calendario. Tras una temporada de primavera abreviada en 2017, el fútbol femenino pasará a un calendario paralelo al de la primera división a partir del otoño de 2017.
La pirámide del fútbol femenino se reorganizó significativamente en 2014. La WSL agregó una segunda división conocida como WSL 2, y la WSL original se convirtió en WSL 1. Las divisiones regionales norte y sur de la Premier League se convirtieron en el tercer nivel de la pirámide, y las ligas combinadas de fútbol femenino se convirtieron en el cuarto nivel. Más cambios se produjeron en 2015; la FA anunció que ambas divisiones de la WSL se expandirían en un equipo en 2016, y WSL 2 también agregaría un equipo en 2017. Significativamente, las nuevas entradas de WSL 2 vendrán a través de la promoción de la Premier League, conectando WSL con el resto de la pirámide por primera vez.
Para promover el fútbol femenino, la FA permite que se celebren finales de copa en varios estadios masculinos de la Premier League / Football League en todo el país (a diferencia de las finales masculinas que generalmente se llevan a cabo en los estadios nacionales). En la temporada 2013-14, la final de la Copa FA se llevó a cabo en el Stadium MK del MK Dons, la final de la Copa WSL en el Adams Park de Wycombe Wanderers y la final de la Copa de la Liga en el Estadio Pirelli del Burton Albion.
La Copa FA Femenina aseguró su primer acuerdo de patrocinio con SSE como una señal de la gran resurrección que ha visto el fútbol femenino desde los Juegos Olímpicos de Londres 2012. A pesar del patrocinio, ingresar al torneo en realidad cuesta a los clubes más de lo que obtienen en premios. En 2015, se informó que incluso si el ondado de Notts County hubiera ganado el torneo, las ganancias de £ 8,600 los dejarían sin dinero. Los ganadores de la FA Cup masculina en el mismo año recibieron £ 1,8 millones, y los equipos que no llegaron a la primera ronda propiamente dicha recibieron más que las ganadoras femeninas.

### Hacia la cima

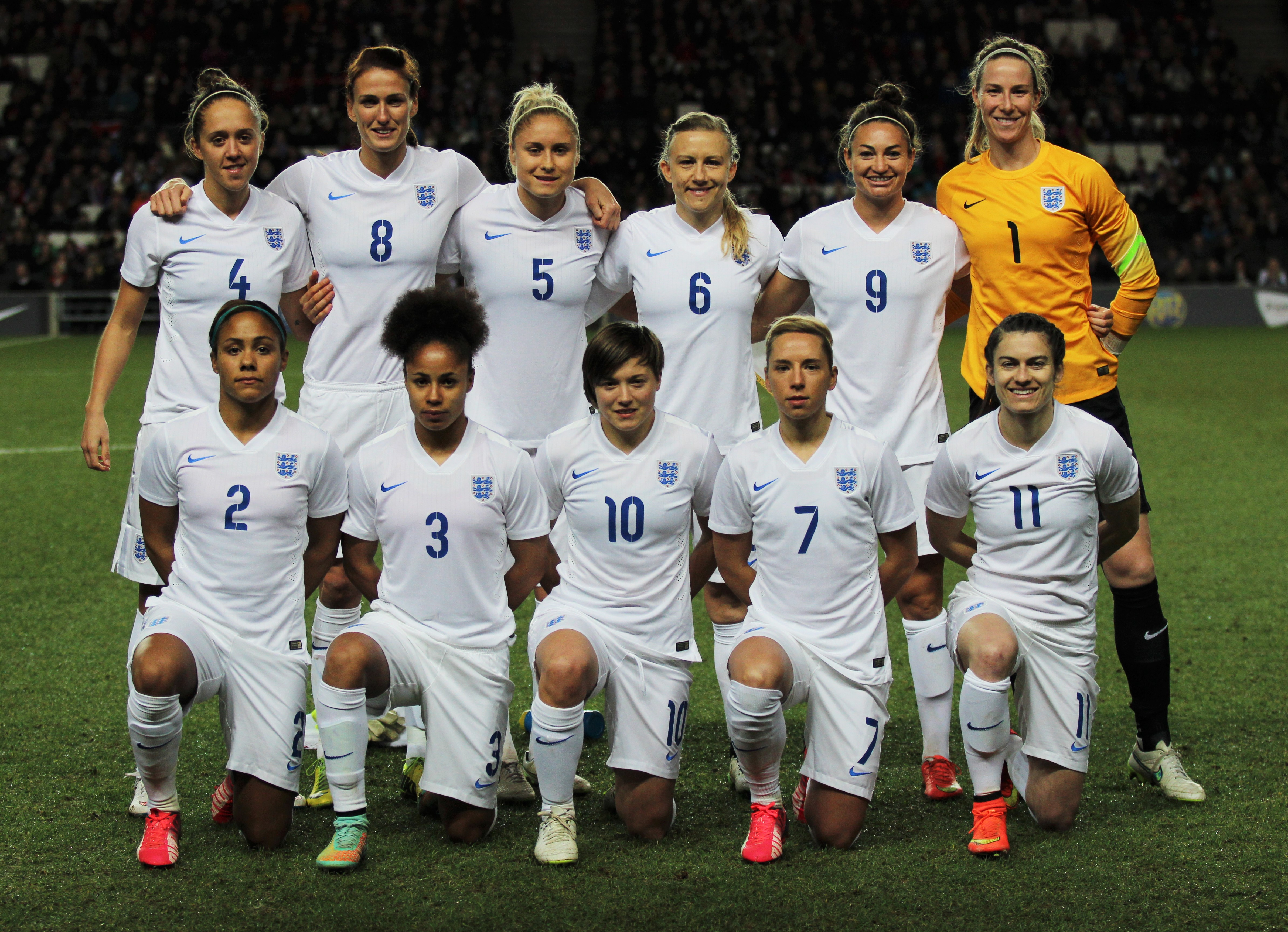
Selección femenina de Inglaterra en febrero de 2015

El fútbol femenino en Inglaterra recibió un golpe después de los Juegos Olímpicos de Londres 2012 después de que Inglaterra no pudiera avanzar de la fase de grupos en la Eurocopa Femenina 2013 en Suecia, lo que llevó a la salida de Hope Powell como entrenadora y al nombramiento del galés Mark Sampson. El fútbol femenino recibió un impulso inesperado cuando terminaron en tercer lugar en la Copa Mundial Femenina de 2015 en Canadá. En el camino, vencieron a Noruega por su primera victoria en la fase eliminatoria y luego a la nación anfitriona Canadá frente a una multitud partidista de capacidad en Vancouver. Tras una devastadora derrota en semifinales contra Japón, el campeón defensor, tras un gol en propia puerta de Laura Bassett, el equipo se recuperó para vencer a Alemania por primera vez en el fútbol femenino tras una victoria por 1-0 en la prórroga en el partido por el tercer puesto. Significaba que Inglaterra había terminado como el mejor equipo europeo en la Copa del Mundo y había registrado la segunda mejor actuación en la Copa del Mundo de cualquier equipo sénior de Inglaterra (detrás del equipo masculino de Inglaterra de Sir Alf Ramsey, Bobby Charlton Bobby Moore que famosamente ganó la Copa Mundial de Fútbol de 1966). Durante este período, el fútbol femenino recibió una gran cantidad de cobertura mediática muy positiva en el Reino Unido. Esto se complementó con otros desarrollos, incluido el lanzamiento de la (entonces semiprofesional) Women's Super League y, a partir de 2015, la campaña mediática nacional This Girl Can de Sport England.
La final de la Copa FA Femenina de 2015 entre Chelsea Ladies y Notts County Ladies se celebró por primera vez en el estadio de Wembley. La mayor asistencia de mujeres inglesas conocida hasta la fecha se registró en Wembley en esa década, en la final de fútbol de los Juegos Olímpicos de Verano de 2012, EE. UU.-Japón (80.203) y el amistoso Inglaterra-Alemania de 2019 (77.768).
La Eurocopa Femenina 2017 vio a la selección nacional ganar su grupo antes de ser eliminada en las semifinales por las neerlandesas. Del mismo modo, la Copa del Mundo de 2019 las vio llegar a los últimos cuatro. En julio de 2022, la entrenadora holandesa Sarina Wiegman llevó a Inglaterra a una victoria por 2-1 sobre Alemania en la final de la Eurocopa Femenina 2022. Este marcó el partido número 20 con Wiegman a la cabeza, de los cuales Inglaterra ganó 18 y empató 2, incluida la victoria en la Copa Arnold Clark esa primavera.

## Sistema de liga
El actual sistema de ligas nacionales de fútbol femenino en Inglaterra fue creado por la Asociación Inglesa de Fútbol Femenino. Las divisiones de la Liga Nacional Femenina de la WFA jugaron su primera temporada en 1991-92. En décadas anteriores, había habido Ligas Regionales femeninas, que continúan en la actualidad.
La Liga Nacional Femenina (1991-1994) tenía tres divisiones: la División Norte y la División Sur en el nivel 2, y la División Premier en el nivel 1, con ascensos y descensos anuales entre los niveles. La Asociación Inglesa de Fútbol se hizo cargo de la operación directa de las ligas femeninas en la temporada 1994-1995 con la misma estructura, pero cambió el nombre de la división superior a División Nacional de la Premier League Femenina de la FA; siguió siendo el nivel superior hasta la temporada 2009-10. Las ligas combinadas de fútbol femenino, en el nivel 3, comenzaron en 1998–99.
Cuando la Superliga Femenina comenzó en 2011 como la división de nivel 1, desplazó a la Premier League Femenina al nivel 2 y desplazó a todas las demás divisiones en un nivel. La División Nacional WPL terminó después de la temporada 2012-13, reemplazada en la temporada 2014 por WSL 2, ahora llamada Campeonato Femenino. La WSL operó de 2011 a 2013 con un sistema de licencias sin ascensos ni descensos.
El nombre de «Women's Premier League» se usó de manera inverosímil de 2014 a 2018 solo para los niveles de liga inferiores en los niveles 3 y 4: la División Norte y División Sur de la Premier League Femenina de la FA, y las cuatro divisiones regionales renombradas de Combination Leagues . En 2018, la «Women's Premier League» pasó a llamarse Women's National League (Liga Nacional Femenina), restaurando el nombre utilizado en los primeros años de las ligas.
En el nivel 5 hay ocho ligas regionales. Debajo de las ligas regionales están las ligas del condado.
Al igual que en el fútbol masculino, algunos clubes de fútbol femenino de Gales compiten en la pirámide inglesa. Los más exitosos son Cardiff City y el ya desaparecido Barry Town, ambos han jugado en la Premiership Femenina.
Incluyendo la introducción de WSL, WSL 2 y cambios de marca, existen cinco niveles principales desde 1991. De 2011 a 2016, las divisiones de WSL cambiaron a una temporada de verano, mientras que otros niveles se mantuvieron en una temporada de invierno. En 2017-18, la WSL volvió a ser una liga de invierno.